# Cowie Dome
Der Cowie Dome ist ein kuppelförmiger Berg im westantarktischen Marie-Byrd-Land. Im Königin-Maud-Gebirge ragt er 3 km westlich des Lee Peak auf der Ostseite des Bartlett-Gletschers auf.
Der United States Geological Survey kartierte ihn anhand eigener Vermessungen und Luftaufnahmen der United States Navy aus den Jahren von 1960 bis 1964. Das New Zealand Antarctic Place-Names Committee benannte ihn nach George Donald Cowie, Leiter der von 1969 bis 1970 dauernden Kampagne im Rahmen der New Zealand Geological Survey Antarctic Expedition, deren Teilnehmer das Gebiet um diesen Berg besuchten.